# Alfabeto sidético
El alfabeto sidético consta de 25 letras, de las cuales solo unas pocas son claramente de origen griego. Se presupone que transmite el idioma sidético, aunque el alfabeto está básicamente sin descifrar.

## Relación con otros sistemas de escritura
Las letras sidéticas tienen características arcaicas. Presumiblemente, sus análogos gráficos de varias letras se trazan solo a la escritura semítica norte y sur (como el silabario de Biblos o la ugarítica).  Esta característica relaciona el alfabeto sidético con el alfabeto cario. Existe cierta simplificación de las formas de las letras en la escritura sidética en comparación, por ejemplo, con el griego. Como resultado, los contornos de algunos grafemas se volvieron tan similares que los escribas comenzaron a usar trazos auxiliares para distinguirlos. Como resultado, muchas letras sidéticas se han alejado de su prototipo.